# Sarwodadi (Bantarbolang)
Sarwodadi is een bestuurslaag in het regentschap Pemalang van de provincie Midden-Java, Indonesië. Sarwodadi telt 625 inwoners (volkstelling 2010).